# Kahunla Rangers FC
Der Kenema Kahunla Rangers Football Club (kurz Kahunla Rangers), auch als The Rangers bekannt, ist ein sierra-leonischer Fußballverein aus Kenema. Zur 2024/25 spielt der Verein in der zweiten Liga.

## Erfolge
- Sierra Leone National First Division: 2023[1] (3. Platz)  ▲

## Stadion
Der Verein trägt seine Heimspiele im Kenema Town Field in Kenema aus. Das Stadion hat ein Fassungsvermögen von 2000 Personen.